# Osvobození Československa
Osvobození Československa od německých okupantů bylo v roce 1945 jednou z posledních událostí druhé světové války. Součástí osvobození Československa byla Pražská ofenzíva vedená Sovětským svazem z východní fronty, dále osvobození západních Čech americkou armádou a květnové povstání českého lidu. 

## Průběh

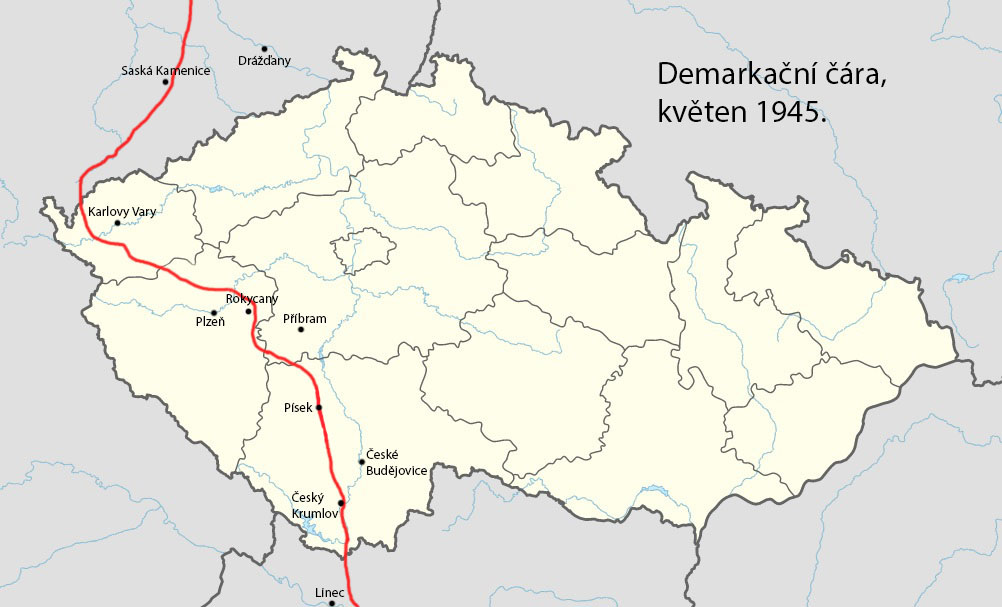
Demarkační čára v Čechách v roce 1945

Karpatsko-dukelská operace měla v roce 1944 napomoci Slovenskému národnímu povstání a spojit povstalce se sovětskými armádami. Byla to největší bitva, které se kdy Češi a Slováci zúčastnili. Při dobývání Dukelského průsmyku od Krosna od 8. září do 28. října zahynulo 11 866 sovětských vojáků a 1 691 československých vojáků. K překročení státní hranice došlo sovětskými jednotkami 30. září v Lupkovském průsmyku. Československý armádní sbor překročil státní hranici v Dukelském průsmyku 6. října 1944 v rámci Moskalenkovy 38. armády. 28. října se však podařilo německým vojskům potlačit povstaleckou armádu na středním Slovensku, a karpatsko-dukelská operace se proto zastavila. Území Slovenska bylo postupně osvobozeno Rudou armádou (spolu s armádou Rumunska a 1. československým armádním sborem). Prvními velkými osvobozenými městy byly 20. ledna 1945 Košice a Prešov. 4. dubna 1945 Rudá armáda osvobodila Bratislavu a do 1. května 1945 byly ze slovenského území vytlačeny poslední německé jednotky.
Kromě území Slovenska postupovali Sověti od 10. března 1945 na české území z Ostravska a od Bratislavy (zde společně s rumunskou armádou). Nejtěžší boje probíhaly v Karpatech, ve slovenských horách a u Ostravy. Osvobození západních a jihozápadních Čech americkou armádou započalo 18. dubna 1945, kdy průzkum roty americké armády vstoupil na území předmnichovské Československé republiky. O dva dny později vnikly americké jednotky do Aše a 25. dubna dobyly Cheb. Sověti, kteří se po tvrdých bojích probili na Ostravsko a po osvobození Brna stáli na jihu Českomoravské vysočiny, souhlasili 30. dubna s dalším postupem americké armády na osu Karlovy Vary – Plzeň – České Budějovice. Američané však setrvávali na svých pozicích a do Čech zahájili postup až 5. května 1945. Pak do 10. května obsadili zbytek území až k demarkační čáře.
Německá vojska kladla na Moravě daleko tvrdší odpor, než tomu bylo v západních Čechách. Byla tvořena skupinou armád Mitte Ferdinanda Schörnera, která měla 1. a 4. tankovou armádu a původně tabulkově 2 200 tanků a samohybných děl a 1,2 milionu vojáků. Od 30. dubna byla součástí německých vojsk skupina armád Jih přejmenovaná na Ostmark, která ustupovala přes Rakousko na Linec a Brno (tabulkově okolo 450 tisíc vojáků). Na osvobození Československa se podílelo okolo 2,1 milionu vojáků spojeneckých armád z východní fronty, z nichž velká většina pocházela ze Sovětského svazu. Šlo o 1. ukrajinský front maršála Koněva, 2. ukrajinský front maršála Malinovského a 4. ukrajinský front gen. Petrova. Jako první překročily řeku Moravu na hranici se Slovenskem Malinovského vojska 11. dubna u Lanžhota u Břeclavi a 12. dubna u Hodonína. Během 14. dubna pronikla jeho vojska do Lanžhota a dne 26. dubna bylo osvobozeno Brno. Nejtvrdší boje probíhaly u Opavy a Ostravy, která byla osvobozena 30. dubna.Ve stejný den byl osvobozen strategicky významný Vyškov.
Květnové povstání začalo 1. května v Přerově a šířilo se do dalších měst. V Československu se ho aktivně účastnilo asi 130 tisíc osob. 5. května vypuklo Pražské povstání a povstalci žádali o pomoc. Při povstání docházelo k masakrům českého obyvatelstva.
Pražská operace se měla uskutečnit útokem ze tří stran: ze severozápadu, severovýchodu a jihovýchodu směrem na Prahu. V noci ze 7. na 8. května překročily úderné skupiny Rudé armády prostory hraničních přechodů v Krušných horách. Jednotky sovětské a polské armády postoupily směrem k severním československým hranicím, další sovětské jednotky útočily z oblasti Moravy a ze severního Rakouska. I přesto, že byl znám podpis kapitulačního aktu v Remeši, Němci se nechtěli vzdát a boje stále pokračovaly. Do půlnoci z 8. na 9. května postoupily sovětské jednotky až do Loun, ostatní oddíly této fronty postoupily do těsné blízkosti západních a severních hranic předmnichovského Československa. Na Moravě postoupily až k Prostějovu. Před půlnocí 8. května byl podepsán akt definitivní kapitulace. Ráno 9. května pronikla sovětská vojska ze směru od Slaného a Veltrus do Prahy. Týž den dopoledne, tedy již po skončení války, sovětské letectvo bombardovalo Mladou Boleslav, aby zabránilo německým jednotkám v ústupu do amerického zajetí. 10. května dorazily do Prahy jednotky 2. ukrajinského frontu a tanky 1. československé tankové brigády, které předchozí den vyrazily se sovětskými vojsky směrem od Litovle.

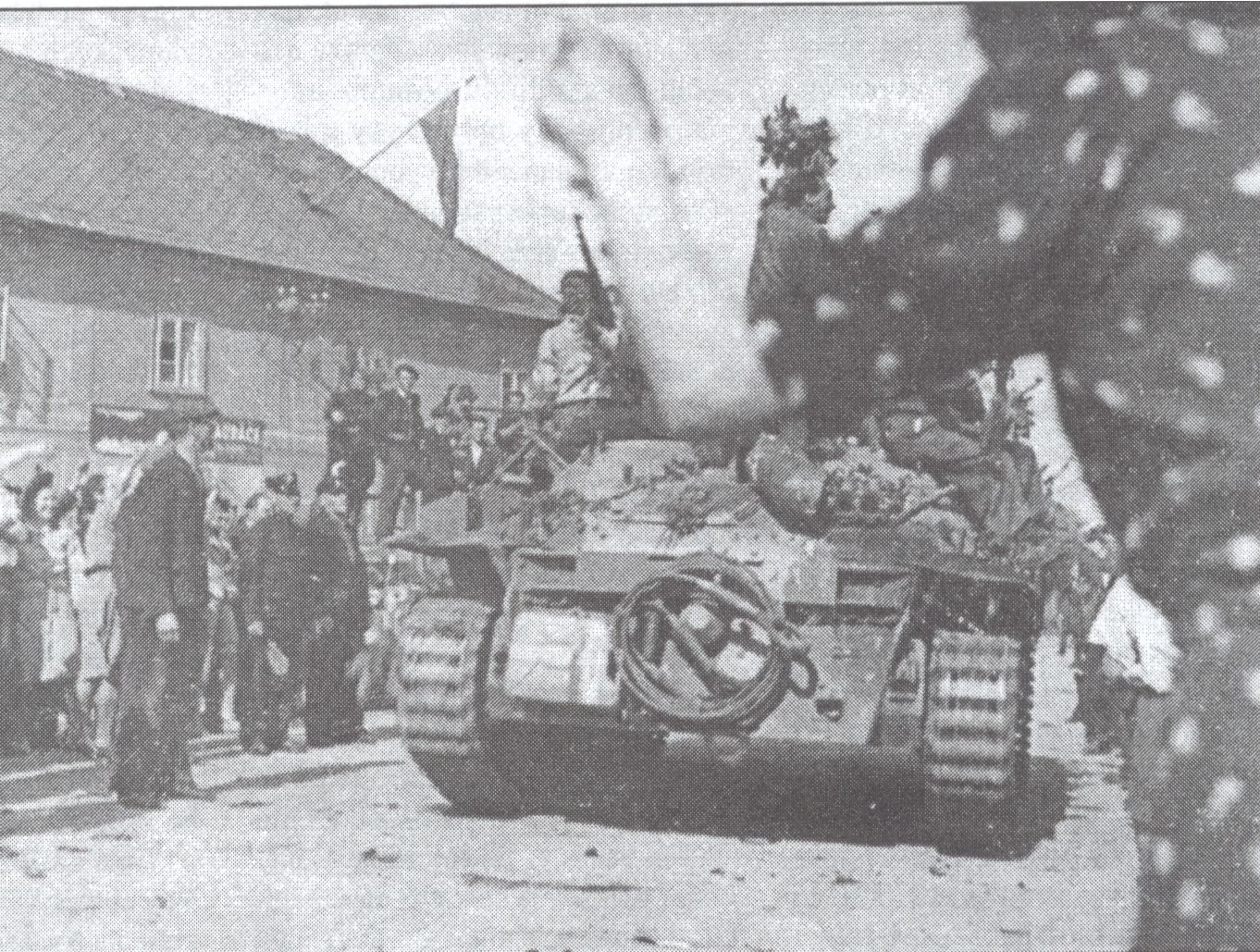
Příjezd Rudé armády v Lysé nad Labem v květnu 1945

Do 11. května sovětské jednotky i spojenečtí vojáci (československé, rumunské a polské armády) čistili oblast od zbylých skrývajících se německých vojáků. Celkem padlo do zajetí přibližně 800 tisíc německých a maďarských vojáků. Většina armádní skupiny Mitte byla zajata v okruhu mezi Hradcem Králové - Pardubice - Kolín - Brandýs nad Labem - Mladá Boleslav - Trutnov - Náchod. Při výslechu 30. května Schörner uvedl, že jeho armáda Mitte měla okolo 500 tisíc vojáků. Sovětská i americká vojska poté pomáhala odminovávat oblast a zůstala v Československu do listopadu 1945, kdy se obě vojska stáhla z československého území.
Podle oficiálních údajů k 1. lednu 1945 sloužilo v armádách 1., 2. a 4. ukrajinského frontu, které měly hlavní podíl na osvobození Československa, celkem 1 049 229 Rusů, 610 668 Ukrajinců a 39 476 Bělorusů.

## Kontroverze
Termín „osvobození Československa“ může být chápán dosti rozsáhle, nešlo totiž o osvobození ve smyslu přinesení úplné svobody. Největší část československého území sice osvobodila Rudá armáda a došlo tehdy k osamostatnění Československého státu, ale nedošlo k obnovení ČSR v původních hranicích, zřízením Zakarpatské oblasti Ukrajinské SSR, dobově vydávané za projev svobodné vůle místních obyvatel, bylo ve skutečnosti anektováním části Československa. Sovětské oddíly také deportovaly řádově sto tisíc československých občanů, především ruského, ukrajinského a běloruského původu. Podle historika Jan Dvořáka z Ústavu pro studium totalitních režimů bylo z území dnešního Česka odvlečeno do Sovětského svazu okolo tří set lidí, z nichž zpět do Československa se jich vrátilo pouze okolo sedmdesáti.